# Millham City
Millham City è una città fantasma degli Stati Uniti d'America situata nella Contea di Kings, nello Stato della California. Si trovava a una distanza di circa 4,8 km a nordovest di Kettleman City. Marsala appariva sulle mappe ancora nel 1937.